# Peugeot Type 61
La Peugeot Type 61 est un modèle d'automobile produit par le constructeur français Peugeot en 1904.